# Wege zum Sozialismus
Wege zum Sozialismus ist eine deutschsprachige Buchreihe zum Sozialismus, die in Berlin bei Paul Cassirer in den Jahren 1919–1920 erschien. Die Reihe umfasst acht Bände. Sie enthält insbesondere Texte zu Sozialisten des 19. Jahrhunderts und ihren Vorläufern. Einen Schwerpunkt bildet Frankreich.
Das von Hermann Wendel ausgewählte und eingeleitete Bändchen Heinrich Heine und der Sozialismus beispielsweise enthält die Worte des Herausgebers: „Heine ist Schwert und Flamme: Schwert in der Faust derer, die alle und letzte Unterdrückung vom Erdboden tilgen wollen. Flamme auf den Höhen, von denen der Blick in gesegnetes Land der Zukunft offen wird“, zusammen mit einer am 1. Mai 1919 verfassten historisch-kritischen, aber auch kämpferisch-agitierenden Einleitung, worin Heines politische und soziale Äußerungen analysiert und interpretiert werden. Es folgt eine Auswahl von originalen Textpassagen aus dem Œuvre des Dichters (u. a. aus Deutschland und Atta Troll), Zyklen, Briefen, Reiseaufzeichnungen und Prosastücken. Heine kommt darin mit diesen Worten zu Wort:

„Die mehr oder minder geheimen Führer der deutschen Kommunisten sind große Logiker, von denen die stärksten aus der Hegelschen Schule hervorgegangen, und sie sind ohne Zweifel die fähigsten Köpfe [...] die einzigen Männer in Deutschland, denen Leben innewohnt, und ihnen gehört die Zukunft!“

Von Eduard Bernstein, der im Paul Cassirer Verlag die Gesamtwerke Ferdinand Lassalles herausgegeben hatte, stammte der Auswahlband Lassalle und der Sozialismus, worin er eine Anzahl wichtiger Zitate des „Urvaters“ der deutschen Sozialdemokratie zusammenstellte, „aus denen der vielseitige Denker und Politiker, der Nationalökonom und Staatsphilosoph spricht“ (BB 30. Januar 1920).

## Bände
- „Saint-Simon und der Sozialismus“ (1919), ausgewählt und eingeleitet von Gottfried Salomon, 112 Seiten.
- „Kant, Fichte, Hegel und der Sozialismus“ (1920) von Karl Vorländer, 105 Seiten.
- „Lassalle und der Sozialismus“ (1920), ausgewählt und eingeleitet von Eduard Bernstein, 76 Seiten.
- „Robert Owen und der Sozialismus“ (1919), ausgewählt und eingeleitet von Helene Simon, 134 Seiten.
- „Marx als Geschichtsphilosoph“ (1920) von Alfred Braunthal, 194 Seiten.
- „Proudhon und der Sozialismus“. Ausgewählt und eingeleitet von Gottfried Salomon, 130 Seiten.
- „Charles Fourier und der Sozialismus.“ Aus Fouriers Schriften ausgewählt und eingeleitet von Käte Morgenroth, 141 Seiten.
- „Heinrich Heine und der Sozialismus“ (1919). Ausgewählt und eingeleitet von Hermann Wendel, 104 Seiten. Digitalisat